# Анатра (Сімферополь)
Ана́тра (крим. Anatra) — історична місцевість Сімферополя, в Залізничному та Центральному районах міста, отримала назву від Заводу аеропланів Анатра.

## Опис

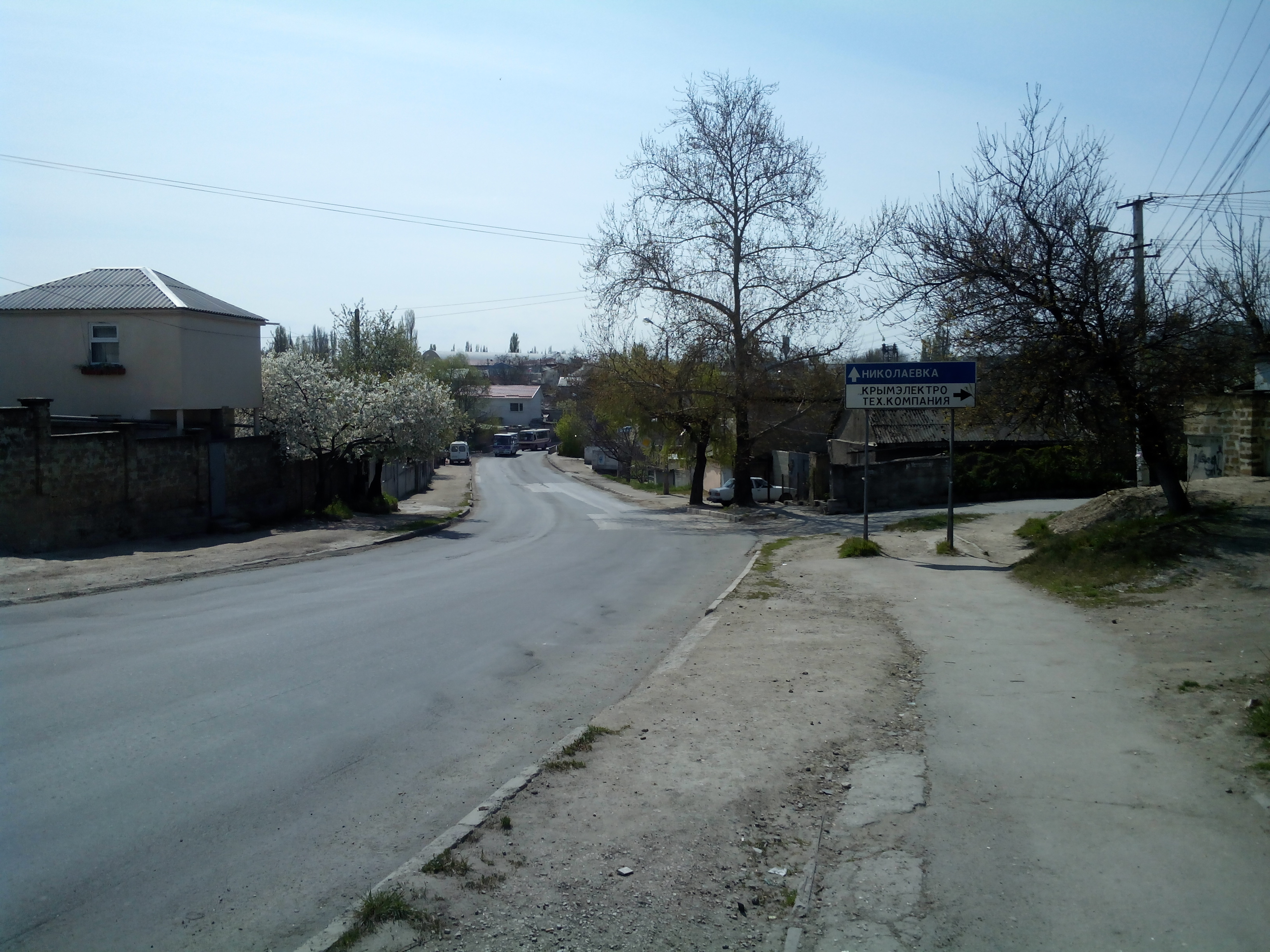
Вулиця Авіаційна, 2014 рік

Один із мікрорайонів Сімферополя, що включає тринадцять вулиць і два провулки, розташовані на північний захід від сучасного стадіону «Локомотив».
Основні вулиці: Авіаційна, Нижня, Об'їзна.
У широкому сенсі включає до себе наступні місцевості:
- Радіоринок — територія навколо радіоринку на верхньому ставі.
- Нахалівка — перші міські самозахоплення, вулиці Елеваторна, Українська, Селищна. Будиночки «нахалів» зносили, але вони з'являлися знову, в результаті довелося узаконити.[4]
- Мікрорайон Лексина — новітня забудова вулиці Лексина.
- Район Кримської правди — забудова вулиць Кримської правди та Анатрівська.
- Промзона — промзони навколо ставів на річці Слов'янка, які часто називають Анатровськими ставами.

Тепер навіть неможливо уявити, що колись тут було льотне поле, а в корпусах уже колишнього шкіряно-взуттєвого об'єднання ім. Дзержинського розміщувалися цехи авіаційного заводу, тоді одного з найбільших у Російській імперії. Тільки одна з вулиць — Авіаційна — зберегла у своїй назві частку історії міста, пам'ять про одне з перших промислових підприємств Сімферополя.
Зараз на території знаходиться Шкіркомбінат, Радіоринок, Сімферопольський коледж радіоелектроники.

## Історія
Ще в 1914 році А. А. Анатра купив у Сімферополі порожні землі на захід і північний захід від ставка на річці Слов'янка для будівництва авіаційного заводу. До вересня будівництво заводу завершилося.
27 грудня 1917 (9 січня 1918) на засіданні Ради народних комісарів під головуванням Й. В. Сталіна було прийнято декрет про конфіскацію аеропланного заводу «Анатра» в Сімферополі. 1922 року завод був закритий.
У колишніх корпусах «Анатри» розмістилася шкіргалантерейна фабрика.
У 1931 році вона називалася «Кримський більшовик», а 1941 року завод перейменували на «Шкіряно-взуттєве об'єднання ім. Ф. Е. Дзержинського». На початку 90-х фабрики не стало. Приміщення та ангари почали здавати в оренду.